# Debora
Debora (în ebraică:דבורה - Dvora - însemnând albină, cunoscută ca Dvora Haneviyá - Debora prorocița) a fost o prorociță israelită, menționată în Biblia ebraică (pentru creștini -  Vechiul Testament), în Cartea Judecători al patrulea „judecător” din Israelul antic pre-monarhic și unica femeie deținând statutul de „judecător” din Biblie. După textul biblic era „soția lui Lapidot” (Judecători 4,4) 
Debora, ca prorociță a zeului Iahve al israeliților sau a lui Dumnezeu, îi vestește lui Barak, o căpetenie de oaste de la Kedesh Naftali, că Domnul i-a poruncit să atace forțele lui Iabin (Yavin), regele Canaanului și ale căpeteniei acestuia, Sisera (Sisra), care împilau pe fiii lui Israel. Această povestire este relatată în capitolul al 4-lea din Cartea biblică „Judecători” precum și în capitolul al 5-lea sub forma unor versuri cunoscute drept Cântarea Deborei. Cântarea Deborei a fost redactată probabil, în secolul al XII-lea î.Hr. și reprezintă cel mai vechi exemplu de poetică ebraică.

## Narativul biblic
Prorocița  și judecătoarea Debora aparținea tribului nordic israelit Efraim. Talmudul Babilonian o consideră drept una din cele șapte prorocițe israelite din Biblia ebraică sau Tanah 
După cum se povestește în Cartea biblică Judecători ea obișnuia să șadă sub un curmal (Tomer Dvora - Curmalul Deborei) între localitățile Rama (Efraim) și Beit El pe muntele Efraim iar fiii lui Israel veneau la ea, să le facă dreptate.
După părerea învățatului amora Rav, menționată în Midraș (Midraș Raba 1,1) aceasta era perioada denumită „Shfot Hashoftim” (A Judecăților) în care s-a petrecut și acțiunea Cărții Rut.  
Numele Eshet Lapidot - „Soția lui Lapidot” a fost uneori interpretat în tradiția iudaică în mai multe feluri. O interpretare, literală - ca fiind soția unui personaj numit Lapidot, susținea că acesta nu ar fi fost altcineva decât Barak însuși, cele două nume Lapidot (Făclii) și Barak (Fulger) fiind înrudite ca semnificație .  
O altă interpretare susținea că Debora se numea Eshet Lapidot (Femeia făcliilor) pentru că ea pregătea făclii pentru Cortul întâlnirii (Mishkan), iar alta vedea în acest atribut o expresie a însușirilor ei de femeie energică. 
Debora se autointitula "Mamă în Israel" și se referea în cântarea ei și la câteva alte figuri feminine precum Iaela (Yael), soția lui Heber Cheneul (Hever Kinitul), și eroina care l-a omorât pe Sisera, și mama acestuia din urmă care aștepta îndelung pe fiul ei, cu speranța deșartă, că se va intoarce învingător din bătălie.  
Israelitii erau în acea vreme oprimați vreme de douăzeci de ani de regele Canaanului, Iabin (Yavin), a carui capitala se afla la Hatzor. Îngrijorată de această stare de lucruri, Debora a apelat la Barak ben Avinoam din Kedesh Naftali, și i-a transmis ca Dumnezeul lui Israel (Elohei Israel) i-a poruncit să adune zece mii de oameni din rândurile triburilor Naftali și Zebulon (Zevulun) pe Muntele Tabor, muntele aflat în colțul de nord al câmpiei Esdraelonului (Valea Iezreel). In acelas timp dupa spusele ei, Dumnezeul lui Israel îl va aduce pe Sisera, căpetenia oștirii lui Iabin spre râul Chișon. Barak a stăruit ca Debora să-l însoțească. 
„ "אִם-תֵּלְכִי עִמִּי וְהָלָכְתִּי; וְאִם-לֹא תֵלְכִי עִמִּי, לֹא אֵלֵךְ”
„De mergi tu cu mine, mă voi duce; iar de nu mergi cu mine, eu nu mă voi duce”
Ea a consimțit, dar a susținut că, în aceste împrejurări, gloria victoriei va aparține unei femei.("ci în mâna unei femei va da Domnul pe Sisera"). Și s-a sculat Debora și s-a dus cu Barac la Chedeș. Când veștile răscoalei au ajuns la urechile lui Sisra, acesta a adunat nouă sute de care de luptă din fier și o mulțime de luptători.
Atunci, după Judecători 4,14, Debora i-a spus lui Barak: 
„"Scoală, că aceasta este ziua aceea în care Domnul are să dea pe Sisera în mâinile tale. Însuși Domnul are să meargă înaintea ta". Și s-a coborât Barac din muntele Taborului și după el și cei zece mii de oameni”

Asa cum a prevestit Debora, Barak a intrat în luptă si Sisera a fost cu totul înfrânt. El a fugit pe jos în vreme ce israeliții au urmărit oastea să până la Haroshet Hagoyim și au nimicit-o. Sisera a ajuns la cortul Iaelei si aceasta l-a invitat să se odihnească. I-a cerut Iaelei ceva de băut, ea i-a dat un burduf de lapte și după ce el a adormit, i-a pironit cu un ciocan un țăruș de cort în tâmplă și l-a omorât.  
Povestirea biblică despre Debora se încheie cu constatarea ca, după bătălie, a domnit pacea în țară vreme de patruzeci de ani.

## Cântarea Deborei
Lupta dintre Barak ben Avinoam și Sisera (Sisra) este descrisă dintr-un unghi personal în Cântarea Deborei.
Aceasta este un cantec de triumf care descrie contextul războiului, mustra triburile care s-au ferit de a participa la lupta, pentru că nu se vedeau primejduite direct de către Sisera, și aduce laude Iaelei, sotia lui Heber Cheneul pentru că l-a omorât pe Sisera.  
Cântarea Deborei apare în cartea Judecători 5, și cuprinde 31 versete. Evreii citesc până în zilele noastre în sinagogă Cântarea Deborei în cadrul pasajelor Haftara la Pericopa Veshalah din Tora (Pentateuh), în care ei citesc Cântarea mării.
Cântarea deschide prin descriearea puterii lui Dumnezeu, Elohey Israel, și apoi starea de plâns a israeliților de dinaintea războiului, aduce laude triburilor care au ieșit la luptă și cuvinte de mustrare despre acelea care s-au eschivat de la luptă, și chiar blestem asupra locuitorilor din Meroz care nu s-au dus la război, și ca pildă contrarie aduce pe Iaela, care s-a angajat de bunăvoie și și-a pus viața în primejdie.    
O descriere succintă este lăsată confruntării militare, cu tot numărul mare de luptători și care au luat parte la bătălie, accentul fiind pus pe intervenția divină în favoarea fiilor lui Israel ( "הכוכבים ממסילותם נלחמו" „Stelele de sus s-au luptat atunci, Din mersul lor s-au războit cu Sisera” נחל קישון גרפם" - „Pârâul Chișon, pârâu străvechi! Pârâul Chișon i-a măturat” )
Cântarea consacră un spațiu mai lung figurilor feminine - Iaela și mama lui Sisera.
Cântarea Deborei elogiază spiritul de voluntariat și de atașament, în contradictie cu răutatea și pofta de pradă. Ea se încheie cu spatele frontului, unde mama lui Sisra își asteaptă în zadar fiul, imaginându-și că el zăboveste din pricina împărțirii femeilor și a hainelor cusute cu aur, luate pradă.
Ca în Cântarea mării, conducătorul mulțumește lui Dumnezeu după ce i-a izbăvit pe israeliți dintr-o grea încercare.